# Emma di Lesum
Emma di Lesum, detta anche Emma di Stiepel, di Brema o di Sassonia (975/980 – 3 dicembre 1038), figlia della contessa Adela von Hamaland, era una caritatevole possidente, che dopo la sua morte venne venerata come santa.

## Biografia
Secondo l'interpretazione fino ad ora prevalente, Emma proveniva dalla dinastia sassone degli Immedingi. Poiché, secondo Adamo da Brema, era sorella di Meinwerk, vescovo di Paderborn, si ritiene che il padre fosse il conte Immed, della diocesi di Utrecht. Tuttavia, nel 1998 il germanista Paul Derks ha fatto notare che nella stesura originale di Adamo, risalente al 1070 circa, l'indicazione della parentela di Meinwerk non c'è, ne consegue che probabilmente si tratta di un'aggiunta alla sua opera risalente al XIII secolo. Egli non ritiene più possibile chiarire l'effettiva origine di Emma.
Emma andò sposa a Liutgero, figlio di Ermanno Billung, margravio di Sassonia e fratello di Bernardo I di Sassonia. Ottone III fece dono alla coppia nel 1001 del Palazzo reale di Stiepel ove Emma, presumibilmente nel 1008, fece erigere una chiesa dedicata alla Madonna, che divenne poi un luogo di pellegrinaggio molto frequentato.
Dopo la precoce morte del marito, avvenuta nel 1011, Emma tornò nei suoi possedimenti di Lesum, vicino a Brema, la costruzione del cui Duomo fu da lei generosamente sostenuta (il vescovo di Brema Unwan era anche suo parente) e donò al capitolo del Duomo la chiesa di Stiepel. Ella venne presentata come una grande benefattrice della Chiesa, ma le sue principali cure andavano ai poveri.

### La parentela prossima
Sui presunti fratelli e figli di Emma vi sono versioni diverse. Si è ritenuto da alcuni che il vescovo di Paderborn, Imad, fosse figlio di Emma e del marito Liutgero. A parte quest'ipotesi, che si basa sulla dubbia teoria che vorrebbe Emma sorella del vescovo Mittwerk, Imad era figlio della sorella di Mittwerk, Glismod.
Adamo di Brema narra di una figlia, senza dirne il nome, di Emma, a causa della cui presunta mancanza, il feudo di Lesum non poté essere assegnato e tornò alla corona. Mentre Paul Derks ritiene che questa sorella sia una scoperta contemporanea di Adamo, secondo altra tradizione potrebbe essere identificata con una dama, che nel 1059 lasciò in eredità alla Chiesa di Brema ed Amburgo i suoi possedimenti in Stade e nel Ditmarschen.

## Culto
Dopo la sua morte fu venerata come santa, ma che sia stata proclamata santa o solo beata non è storicamente accertato. La sua tomba dev'essere rimasta nel Duomo di Brema fino al XVI secolo, ma gli scavi archeologici eseguitivi tra il 1973 ed il 1976 non portarono ad alcun ritrovamento della medesima.
Nella chiesa cattolica di San Giovanni a Schnoor, storico quartiere di Brema, Emma è ritratta in una vetrata; nella chiesa di Santa Maria a Stiepel inoltre vi è una vetrata che mostra l'arcivescovo di Colonia Eriberto mentre consegna ad Emma l'autorizzazione ad erigere una chiesa.

## Leggenda
Narra una leggenda, che nel 1032 alla contessa Emma si rivolse una delegazione di cittadini di Brema, per chiedere una certa quantità di terre da pascolo. Emma volle regalare  ai cittadini una superficie di pascolo di perimetro pari a quanto un uomo in un'ora sarebbe riuscito a percorrere. Il cognato Bernardo I, che era presente, preoccupandosi della eredità che sarebbe spettata a lui, chiese sarcasticamente: «Perché un'ora e non un giorno?» Emma si dichiarò d'accordo e chiese al cognato di cercare l'uomo in questione e questi scelse un tale, già ivi presente, che era privo di una gamba. Lo zoppo tuttavia si mostrò in possesso di una grande forza ed in un giorno percorse un tratto così lungo da circoscrivere un territorio grande come l'attuale Burgerweide di Brema.
Naturalmente l'episodio non è storicamente provato ed in ogni caso, non poteva esservi presente il cognato di Emma, Bernardo I, poiché questi era già morto, come il marito di Emma, nel 1011, quindi, se il fatto fosse vero, potrebbe trattarsi solo del figlio di Bernardo I, Bernardo II.